# Amédée Artus
Pour les articles homonymes, voir Artus.
Amédée Urbain Louis Henry Joseph Artus né à Perpignan (Pyrénées-Orientales) le 28 octobre 1815 et mort à Ille-sur-Têt (Pyrénées-Orientales) le 26 mars 1892, est un chef d'orchestre et compositeur français.
Il est le frère aîné d'Alexandre Artus, également chef d'orchestre et compositeur et le beau-frère de l'acteur et administrateur de théâtre Charles de Chilly.

## Biographie
Amédée Artus est issu d'une famille de musiciens. Son père Joseph Pierre Artus (1791-1864) était altiste et ses frères pratiquaient divers instruments : Napoléon était timbalier, Prosper percussionniste, Alexandre violoniste et cornettiste et Édouard pianiste et chanteur. Amédée Artus entre au Conservatoire national de musique de Paris où il obtient un 2e prix de trompette en 1839 puis un 1er prix en 1840.
Devenu chef d'orchestre des théâtres de l'Ambigu-Comique en 1842 puis de la Porte-Saint-Martin et de l'Odéon, il est l'auteur de plus de sept cents musiques de scène

## Œuvres
- 1842 : Paris la nuit, drame en 5 actes et 8 tableaux de Charles Dupeuty et Eugène Cormon, au théâtre de l'Ambigu-Comique (26 juin)
- 1843 : Un Français en Sibérie, drame en 3 actes de Charles Lafont et Noël Parfait, au théâtre de l'Ambigu-Comique (27 juillet)[7]
- 1843 : Les Bohémiens de Paris, drame en 5 actes d'Adolphe d'Ennery et Eugène Grangé, au théâtre de l'Ambigu-Comique (27 septembre)
- 1844 : Les Amants de Murcie, drame en 5 actes et 6 tableaux de Frédéric Soulié, au théâtre de l'Ambigu-Comique (9 mars)
- 1845 : Les Mousquetaires, drame en 5 actes et 12 tableaux d'Alexandre Dumas et Auguste Maquet, au théâtre de l'Ambigu (27 octobre)
- 1845 : Les Etudiants, drame de Frédéric Soulié, au théâtre de l'Ambigu-Comique, lire en ligne sur Gallica
- 1846 : La Closerie des Genêts, drame en 5 actes et 8 tableaux de Frédéric Soulié, au théâtre de l'Ambigu-Comique (14 octobre)
- 1847 : Le Fils du diable, drame en 5 actes et 12 tableaux de Paul Féval et Saint-Yves, au théâtre de l'Ambigu-Comique (24 août)
- 1848 : Le Morne-au-Diable, drame en 5 actes et 7 tableaux d'Eugène Sue, mise en scène de Saint-Ernest, au théâtre de l'Ambigu-Comique (5 août)[8]
- 1849 : Le Pardon de Bretagne, drame en 5 actes et 7 tableaux de Marc Fournier, au théâtre de l'Ambigu-Comique (13 janvier)
- 1853 : Le Ciel et l'Enfer, féérie mêlée de chants et de danses, en 5 actes et 20 tableaux, d'Hippolyte Lucas, Eugène Barré et Victor Hugo, au théâtre de l'Ambigu-Comique (23 mai)[9]
- 1854 : Le Juif de Venise, drame en 5 actes et 7 tableaux de Ferdinand Dugué, d'après Le Marchand de Venise de Shakespeare, au théâtre de l'Ambigu-Comique (13 janvier)
- 1857 : Les Chevaliers du brouillard, drame en 5 actes et 10 tableaux d'Adolphe d'Ennery et Ernest Bourget, au théâtre de la  Porte-Saint-Martin (10 juillet)
- 1860 : Le Juif errant, drame à grand spectacle en 5 actes et 17 tableaux, avec prologue et épilogue d'Arthur Dinaux et Adolphe d'Ennery, d'après le roman d'Eugène Sue, au théâtre de l'Ambigu-Comique (15 juin)[10]
- 1866 : La Bergère d'Ivry, drame en 5 actes d'Eugène Grangé et Lambert-Thiboust, au théâtre de l'Ambigu-Comique (30 juin)[11]
- 1868 : Le Drame de Faverne, drame en 5 actes et 6 tableaux de Théodore Barrière et Léon Beauvallet, au théâtre de l'Ambigu-Comique (6 février)
- 1881 : Les Mille et Une Nuits, féérie en 3 actes et 31 tableaux d'Adolphe d'Ennery et Paul Ferrier, au théâtre du Châtelet (14 décembre)

## Distinctions
- Officier d'Académie (Palmes académiques) arrêté du 1er janvier 1889[12].